# Oeuvre van Jean-Baptiste Lully

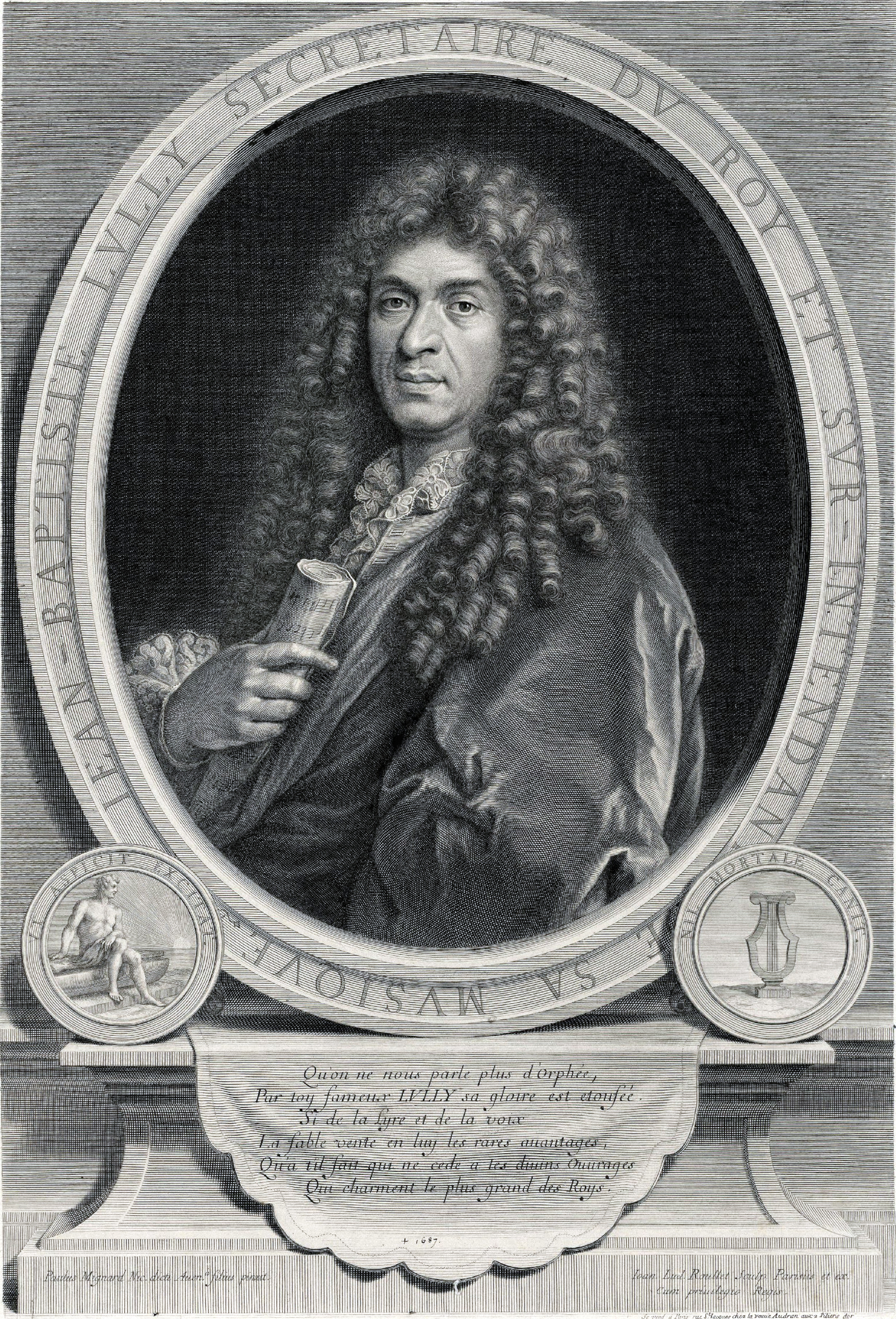
Jean-Baptiste Lully

Dit is een lijst van composities van Jean-Baptiste Lully, met de nummering volgens de Lully Werkverzeichnis (LWV), Chronologisch-thematisches Verzeichnis sämtlicher Werke von Jean-Baptiste Lully, red. H. Schneider (1981), in chronologische volgorde geplaatst per categorie.

## Tragédies lyriques
- Cadmus et Hermione (LWV 49)
- Alceste, ou le Triomphe d'Alcide (LWV 50)
- Thésée (LWV 51)
- Atys (LWV 53)
- Isis (LWV 54), in 1677 in de Schouwburg van Van Campen opgevoerd
- Psyché (LWV 56)
- Bellérophon (LWV 57)
- Proserpine (LWV 58)
- Persée (LWV 60)
- Phaëton (LWV 61)
- Amadis (LWV 63)
- Roland (LWV 65)
- Armide (LWV 71)
- Achille et Polyxène (LWV 74)

## Balletten, mascarades en intermèdes
- Ballet de la révente des habits (LWV 5)
- Ballet de l'amour malade (LWV 8)
- Ballet d'Alcidiane (LWV 9)
- Ballet de la raillerie (LWV 11)
- Xerxes (intermède) (LWV 12)
- Ballet de l'impatience (LWV 14)
- Ballet des saisons (LWV 15)
- Hercule amoureux (LWV 17)
- Ballet des arts (LWV 18)
- Les noces de village (mascarade ridicule) (LWV 19)
- Ballets des amours déguisez (LWV 21)
- Entr'actes d'Oedipe (Petit ballet de Fontainebleau) (LWV 23)
- Ballet de la naissance de Vénus (LWV 27)
- Ballet des gardes, ou Les delices de la campagne (LWV 28)
- Ballet de Créquy, ou Le triomphe de Bacchus dans les Indes (mascarade) (LWV 30)
- Ballet des muses (LWV 32)
- Le carnaval mascarade, ou Mascarade de Versailles (LWV 36)
- Ballet de Flore (LWV 40)
- Ballet des ballets (LWV 46)
- Le carnaval mascarade (LWV 52)
- Le triomphe de l'amour (LWV 59)
- Le temple de la paix (LWV 69)

#### gedeeltelijk muziek van Lully
- Ballet du temps (LWV 1)
- Ballet des plaisirs (LWV 2)
- Ballet des bienvenus (LWV 4)
- Ballet de Psyché, ou La puissance de l'amour (LWV 6)
- La galanterie du temps (mascarade) (LWV 7)
- Ballet de Toulouse (LWV 13)
- Mascarade du capitaine, ou L'impromptu de Versailles (LWV 24)

## Comédies-ballets, pastorales enz.
- Les fâcheux (LWV 16)
- Le mariage forcé (LWV 20)
- Les plaisirs de l'ile enchantée (divertissement), incl. gechoreografeerd toernooi 'course de bague', La princesse d'Elide en Ballet du palais d'Alcine (LWV 22)
- L'amour médecin (LWV 29)
- La pastorale comique (LWV 33)
- Le Sicilien (LWV 34)
- George Dandin (Le grand diverstissement royal de Versailles) (comédie-divertissement) (LWV 38)
- La grotte de Versailles (LWV 39)
- M. de Pourceaugnac (Le divertissement de Chambord) (LWV 41)
- Les amants magnifiques (Le divertissement royal) (LWV 42)
- Le bourgeois gentilhomme (LWV 43)
- Psyché (tragédie-ballet) (LWV 45)
- Les fêtes de l'Amour et de Bacchus (pastorale-pastiche) (LWV 47)
- Idylle sur la paix (LWV 68)
- Acis et Galatée (pastorale-héroïque) (LWV 73)

## Motetten
- Motets à deux choeurs pour la chapelle de Roy:
  - Miserere (LWV 25)
  - Plaude laetare (LWV 37)
  - Te Deum (LWV 55)
  - De profundis (LWV 62)
  - Dies irae (LWV 64/1)
  - Benedictus (LWV 64/2)
- 6 grands motets:
  - O lachrymae (LWV 26)
  - Quare fremerunt (LWV 67)
  - Domine salvum (LWV 77/14)
  - Exaudiat te Dominus (LWV 77/15)
  - Jubilate Deo (LWV 77/16)
  - Notus in Judaea (LWV 77/17)
- 13 petits motets:
  - Anima Christi (LWV 77/1)
  - Ave coeli manus (LWV 77/2)
  - Dixit Dominus (LWV 77/3)
  - Domine salvum (LWV 77/4)
  - Exaudi Deus (LWV 77/5)
  - Iste sanctus (LWV 77/6)
  - Laudate pueri (LWV 77/7)
  - Magnificat (LWV 77/8)
  - O dulcissime Domine (LWV 77/9)
  - Omnes gentes (LWV 77/10)
  - O sapientia (LWV 77/11)
  - Regina coeli (LWV 77/12)
  - Salve regina (LWV 77/13)

## Wereldlijke vocale werken
- Un charmant dialogue de la guerre avecque la Paix (LWV 3)
- 26 airs (van 14 alleen nog tekst bekend) (LWV 76)

## Instrumentaal
- Première marche des Mouquetaires (LWV 10)
- 27 dances (10 branles, 3 gavottes, 4 courantes, 1 passacaille, 3 sarabandes, 3 bourrées, 1 allemande, 1 boutade, 1 gaillarde) (LWV 31)
- 47 Trios de la chambre du Roi (9 menuetten, 5 gavottes, 4 sarabandes, 4 chaconnes, 2 allemandes, 5 parodies, 14 symphonies, 1 rondeau, 1 passacaille, 1 boutade, 1 los deel) (LWV 35)
- Batteries de tambour (LWV 44/1)
- Marche du Régiment de Roy, 'faite par M. de Lully l'an 1670' (LWV 44/2)
- Marche (Air des hautbois des folies d'Espagne) (LWV 48)
- 5 Marches (de Savoye) (LWV 66)
- Plusieurs pièces de symphonie, noce de village, airs, pour Mme la Dauphine: 2 menuetten, 2 passepieds, 1 gigue, 1 chaconne (gepubliceerd in La grotte de Versailles) (LWV 70)
- Airs pour le carrousel de Monseigneur: prelude, menuet, gigue, gavotte (LWV 72)
- 15 marches; 40 dances: 8 airs, 3 allemandes, 14 courantes, 4 sarabandes, 2 bourrées, 4 chaconnes, 1 menuet, 1 gigue, 2 losse delen, 1 trio (LWV 75)
- 16 pièces: 1 ouverture, 1 mars, 4 sarabandes, 2 gigues, 1 entrée, 1 air, 2 menuetten, 1 chaconne, 1 parodie, 2 losse delen (LWV 78)